# Robert Ames Bennet
Pour les articles homonymes, voir Bennet.
Robert Ames Bennet, né le 3 février 1870 à Denver au Colorado et mort le 11 mars 1954, est un écrivain et scénariste de westerns et de science-fiction américain.

## Biographie
Au début de sa carrière, Robert Ames Bennet écrit des histoires courtes, des scripts et des romans sur une grande diversité de genres, sous le nom de plume de Lee Robinet.
Dans les années 1930, il est principalement un écrivain de westerns, publiant des histoires telles que Caught in the Wild, Go-Getter Gary, ou Guns on the Rio Grande. 
Plusieurs de ses romans ont été adaptés au cinéma, dont Finders Keepers et Out of the Depths. 
Thyra: A Romance of the Polar Pit est considéré comme un classique du genre « monde perdu », et est cité dans 333: A Bibliography of the Science-Fantasy Novel, une liste d'ouvrages de science-fiction et de fantasy établie jusqu'aux années 1950.

## Ouvrages

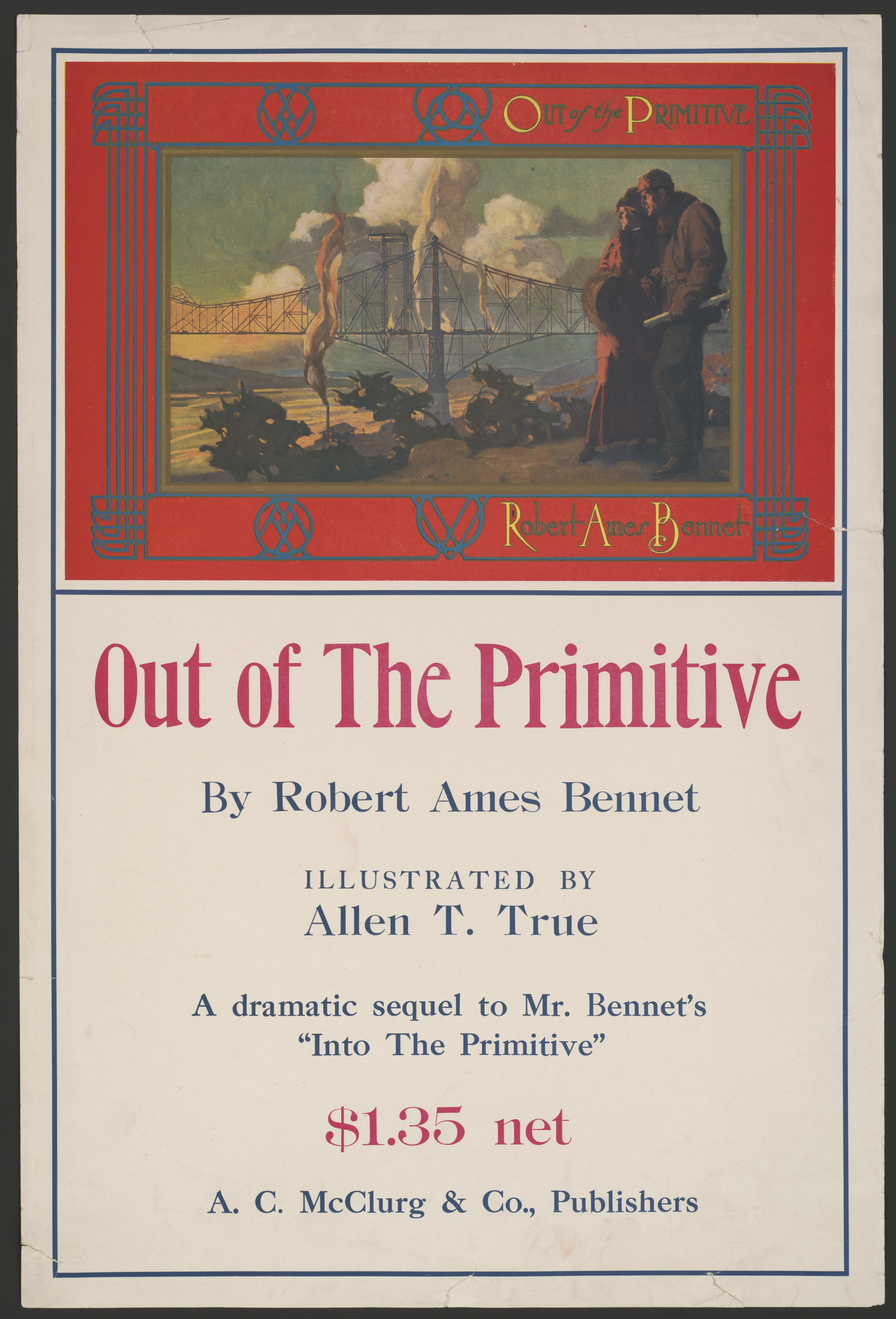
Out of the primitive (1911)

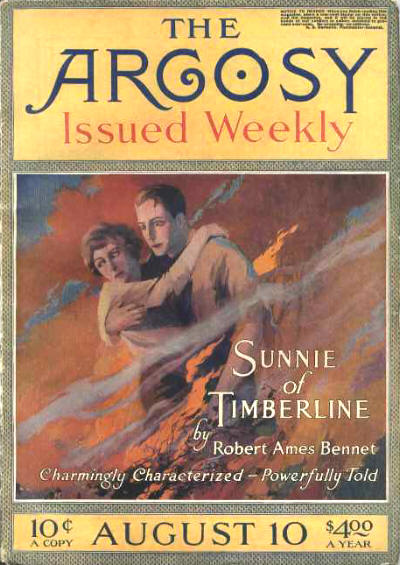
En couverture de The Argosy (1918)

- 1901 : Thyra: A Romance of the Polar Pit
- 1905 : For The White Christ[1]
- 1908 : Into The Primitive
- 1909 : A Volunteer With Pike
- 1910 : The Shogun's Daughter
- 1911 : Out of the Primitive
- 1912 : Which One?
- 1913 : Out of the Depths
- 1913 : The Forest Maiden
- 1914 : The Quarterbreed[1]
- 1916 : Into the Primitive, film de Thomas N. Heffron
- 1917 : The Bowl of Baal (en)
- 1918 : The Blond Beast
- 1920 : Bloom of Cactus
- 1920 : Waters of Strife
- 1921 : Tyrrel of the Cow Country
- 1924 : Branded
- 1924 : The Two-Gun Man
- 1925 : The Rough Rider
- 1926 : Go-Getter Gary
- 1928 : The Desert Girl
- 1928 : The Tenderfoot
- 1929 : The Sheepmans Gold
- 1930 : Ken the Courageous
- 1932 : Caught In The Wild
- 1933 : Vengeance Valley
- 1933 : The Diamond "A" Girl
- 1934 : Guns on the Rio Grande
- 1934 : The Deadwood Trail
- 1934 : The Two-Gun Girl
- 1934 : Texas Man
- 1935 : White Buffalo
- 1936 : Man against Mustang
- 1939 : The Brand Blotters

## Adaptations au cinéma
- 1920 : His Temporary Wife de Joseph Levering